# 壁宿增八
HD 223755，又名BD+20 5386，SAO 91548、HR 9035，是一颗飛馬座的恒星，视星等为6.11，位于銀經105.15，銀緯-39.15，其B1900.0坐标为赤經23h 47m 18.7s，赤緯+21° -39.15′ 54″。